# Chippewa County (Michigan)
Chippewa County je okres na severovýchodě státu Michigan v USA. K roku 2000 zde žilo 38 543 obyvatel. Správním městem okresu je Sault Ste. Marie, které je rovněž jeho největším městem. Celková rozloha okresu činí 6 988 km².

## Sousední okresy
| Růžice kompasu |                 |                            |  | Růžice kompasu |
| Růžice kompasu | Luce County     | Sever                      |  | Růžice kompasu |
| Růžice kompasu | Luce County     | Chippewa County (Michigan) |  | Růžice kompasu |
| Růžice kompasu | Luce County     | Jih                        |  | Růžice kompasu |
| Růžice kompasu | Mackinac County |                            |  | Růžice kompasu |